# بطری آب

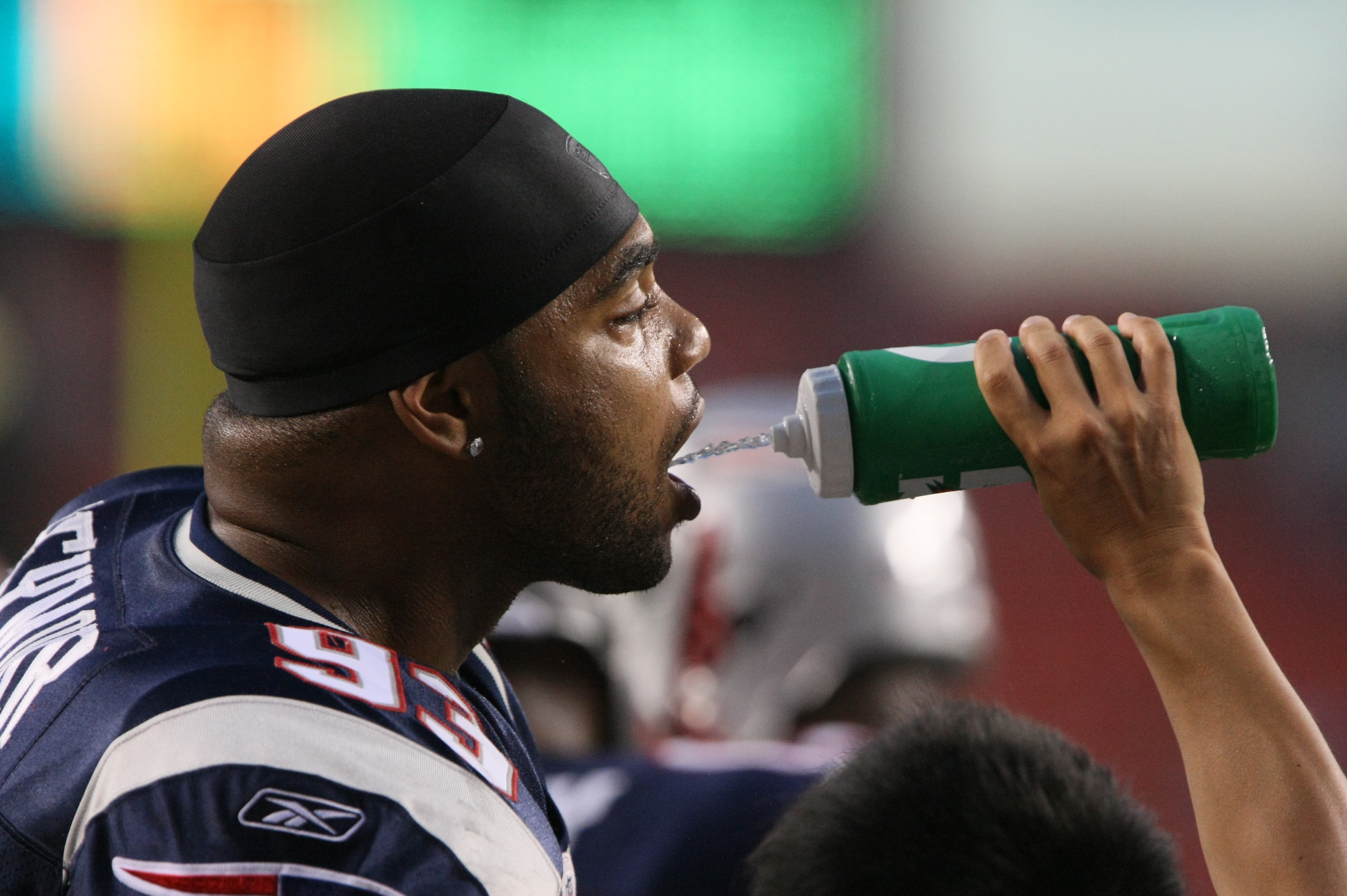
نوشیدن آب از یک بطری آب توسط یک ورزشکار

بطری آب یک ظرف برای نگهداری آب و دیگر نوشیدنی‌ها برای مصرف است. استفاده از بطری آب این امکان را به دارنده آن می‌دهد تا مایعات را از جایی به جای دیگر منتقل کند.
بطری‌های آب معمولاً از پلاستیک، شیشه یا فلز ساخته شده‌اند. بطری‌های آب در اَشکال، رنگها و حجم‌های مختلف در دسترس هستند. در گذشته بطری‌های آب از جنس چوب هم ساخته می‌شدند. بطری‌های آب در دو نوع یکبار مصرف و با قابلیت استفاده دوباره ساخته می‌شوند.